# Burg Homberg
Die Burg Homberg, auch Schloss Homberg genannt, ist eine frühmittelalterliche Höhenburg bei Homberg (Ohm) im Vogelsbergkreis in Hessen. Die Burg befindet sich bei rund 295 m ü. NN auf dem markanten „Schlossberg“ im Süden der Stadt, die hier südwestlich von der Ohm umflossen wird.

## Geschichte

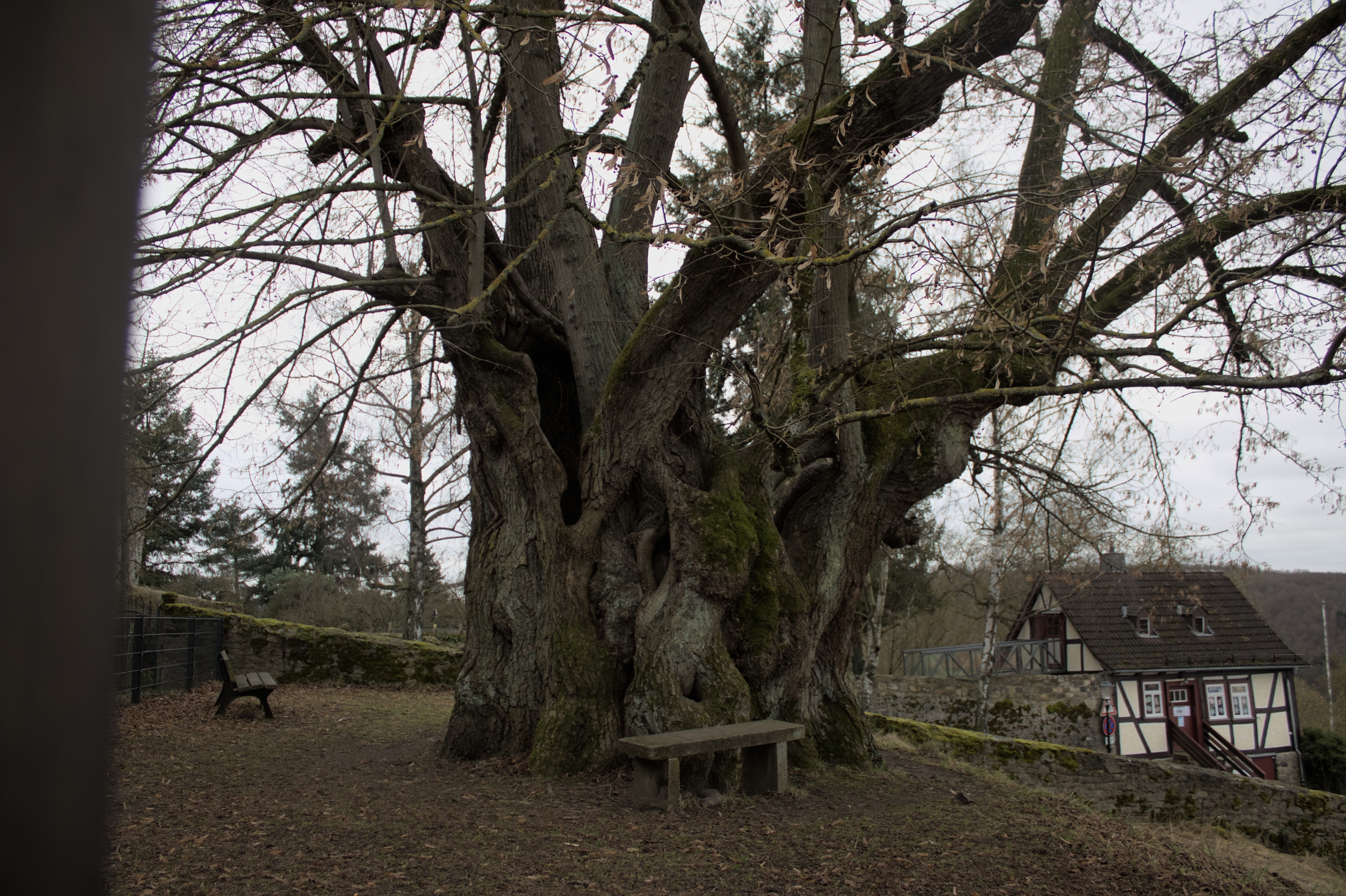
Der Hohle Baum (Burglinde im Zwingerbereich der Burg); am 20. April 2024 zum Nationalerbe-Baum erklärt.

Die Burg wurde vermutlich direkt als Königsgut errichtet, denn schon im Jahr 1065 wurden Burg und Ort erstmals urkundlich erwähnt, als König Heinrich IV. das Reichsgut dem Kloster Hersfeld übertrug. Ein zweites Mal wurde die Burg 1146 als Hohunburch bei einer Schenkung Konrad III. beurkundet. 1190 wurde die Burg mit Burgmannen besetzt bis 1247 Homberg hessischer Amtssitz wird.
Der Landgraf Heinrich II. von Hessen stiftete am 2. Mai 1328 zu Ehren der Jungfrau Maria, seiner Urahnin Elisabeth von Thüringen, zu seinem und aller seiner Vorfahren Seelenheil einen Altar in seinem Schloss Homberg in der dortigen St. Georgskirche, an dem eine tägliche Messe gehalten werden sollte.
Dafür erhielt der Priester Hartmann von Ofleiden landgräfliche Gütern in Ober-Ehringshausen, genannt das Oberndorf, mit einem Grundstück in der Burg Homberg, einem Garten vor der Stadt beim Gartenborn und dem Zehnten unterhalb des Haines, genannt Ruscheshain. Außerdem gab der Landgraf dem Priester Hermann einen Hof im Orte Bulsfelde, den zur Zeit Hermann Schwarz und seine Frau Gertrud als Kolonen bebauten, sowie einen Hof im Dorf Appenrode, den Peter Moller und seine Frau Elisabeth erblich innehatten. Hinzu kamen weitere Güter in Ofleiden, in Ehringshausen, in Bubelsfelden, in Homberg, in Pferdsdorf (Perdis-), Hainbach sowie in Nieder-Ofleiden. Die +Frau Jutta von Romrod übertrug dem Altar ein Gut in Ober-Ofleiden
Der Priester Hermann vermachte dem Altar alles Hab und Gut, das ihm zufallen sollte.
Kaspar von Berlepsch, dem Stadt und Gericht 1507 verpfändet war, hatte dabei die Verpflichtung, die Burg instand setzen zu lassen.
1604 kommt Homburg nach dem Tod des Landgrafen Ludwig IV. von Hessen-Marburg an die Landgrafschaft Hessen-Darmstadt.
1646, kurz vor Ende des Dreißigjährigen Krieges, wurde die Burg (und Ort) nach Belagerung durch schwedische und niederhessische Truppen, und nachdem zweimal eine friedliche Übergabe gescheitert war, zerstört und der Bergfried gesprengt. Im Jahr 1648 wurde die Burg zum Teil wieder hergerichtet und 1836 erneuert.
Die Burg befindet sich seit 2012 im Besitz der Stadt Homberg (Ohm) und wird durch die Schlosspatrioten Homberg an der Ohm e. V. betreut.

## Anlage
Die nahezu rechteckige Burganlage besteht aus einer Ringmauern und einem spitzbogigen Burgtor mit romanischen Kämpfern, hier befand sich auch der Marstall. In der südöstlichen Ecke der Burgmauer befindet sich der Rest eines Wehrturms. Im inneren Burgbereich, der durch einen hohen Bergfried abgegrenzt war, befanden sich der frühere dreistöckige Palas und eine St. Georg geweihte Burgkapelle. Das rechtwinklige Palas, heute nur noch zweistöckig, ohne Giebel und dem früheren Eckturm, grenzt im Norden an die Burgmauer und das Nebengebäude mit Fachwerkobergeschoss im Osten war die frühere Kapelle. Der frühere Vorburg-Bereich im Süden und Osten, immer noch durch Mauerreste getrennt, ist heute ohne Gebäude und wird als Garten genutzt.
Ein Umwandern des Burgbereiches und die Aussicht von der Burg selbst bieten sehenswerte Ausblicke in die Stadt und das Ohmtal.

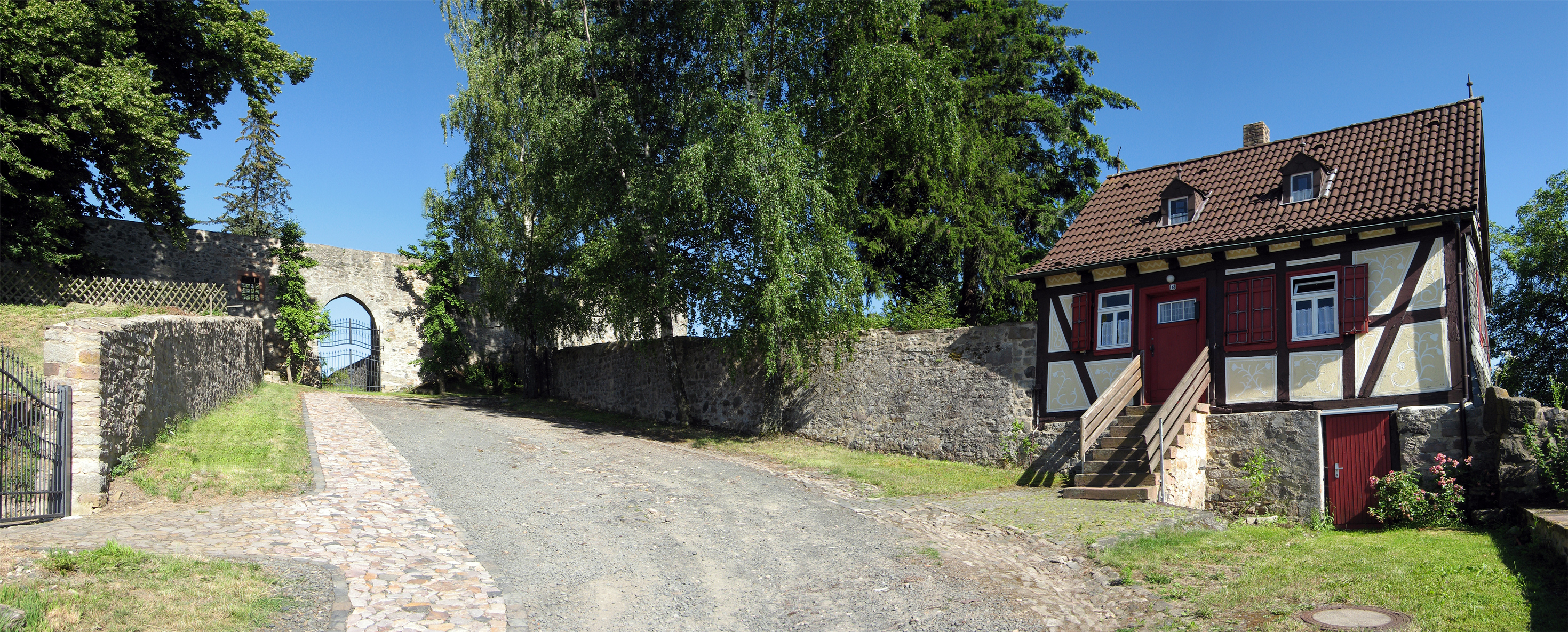
Der Torbereich der Burg (2006)
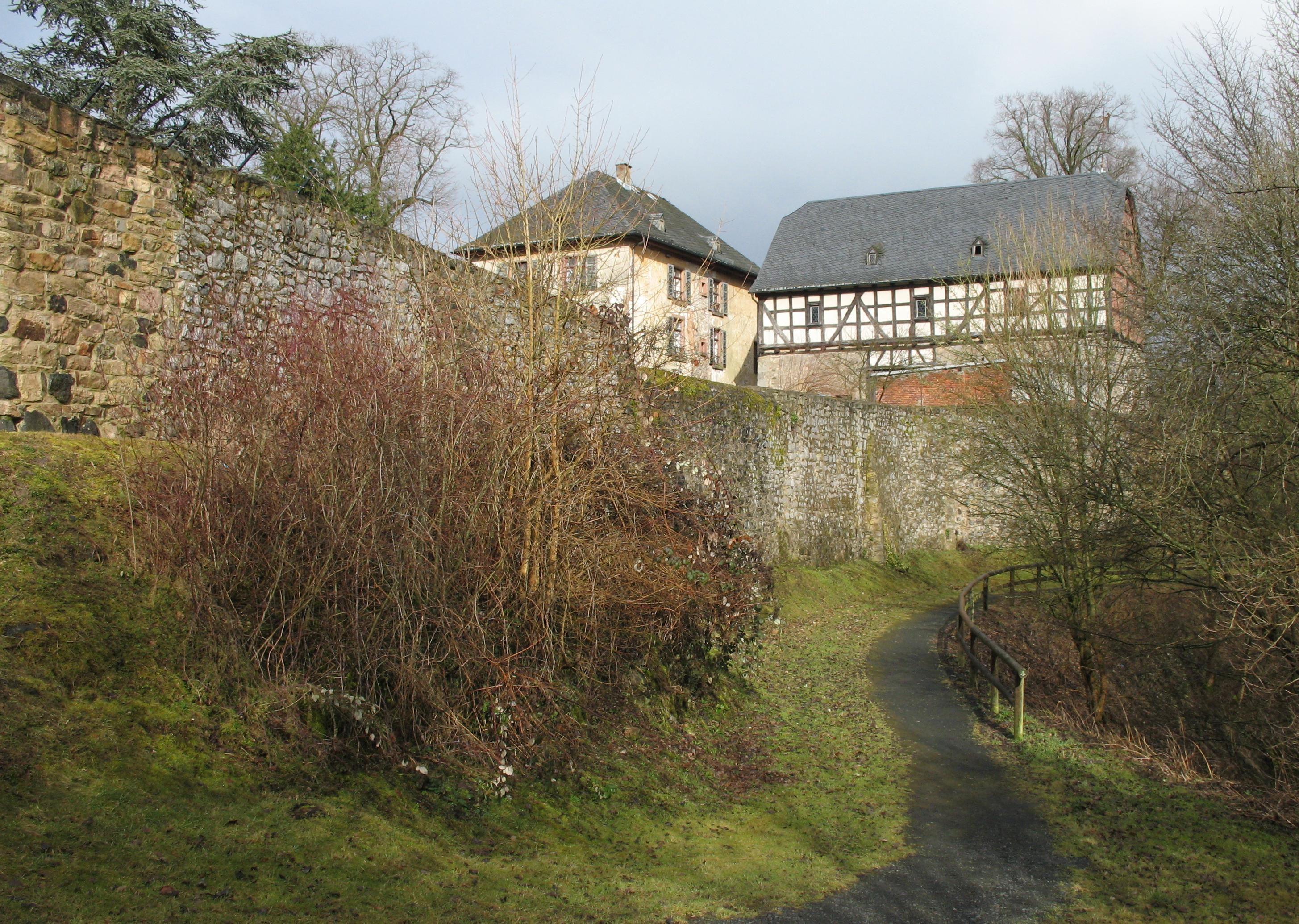
Burg Homberg (2009)
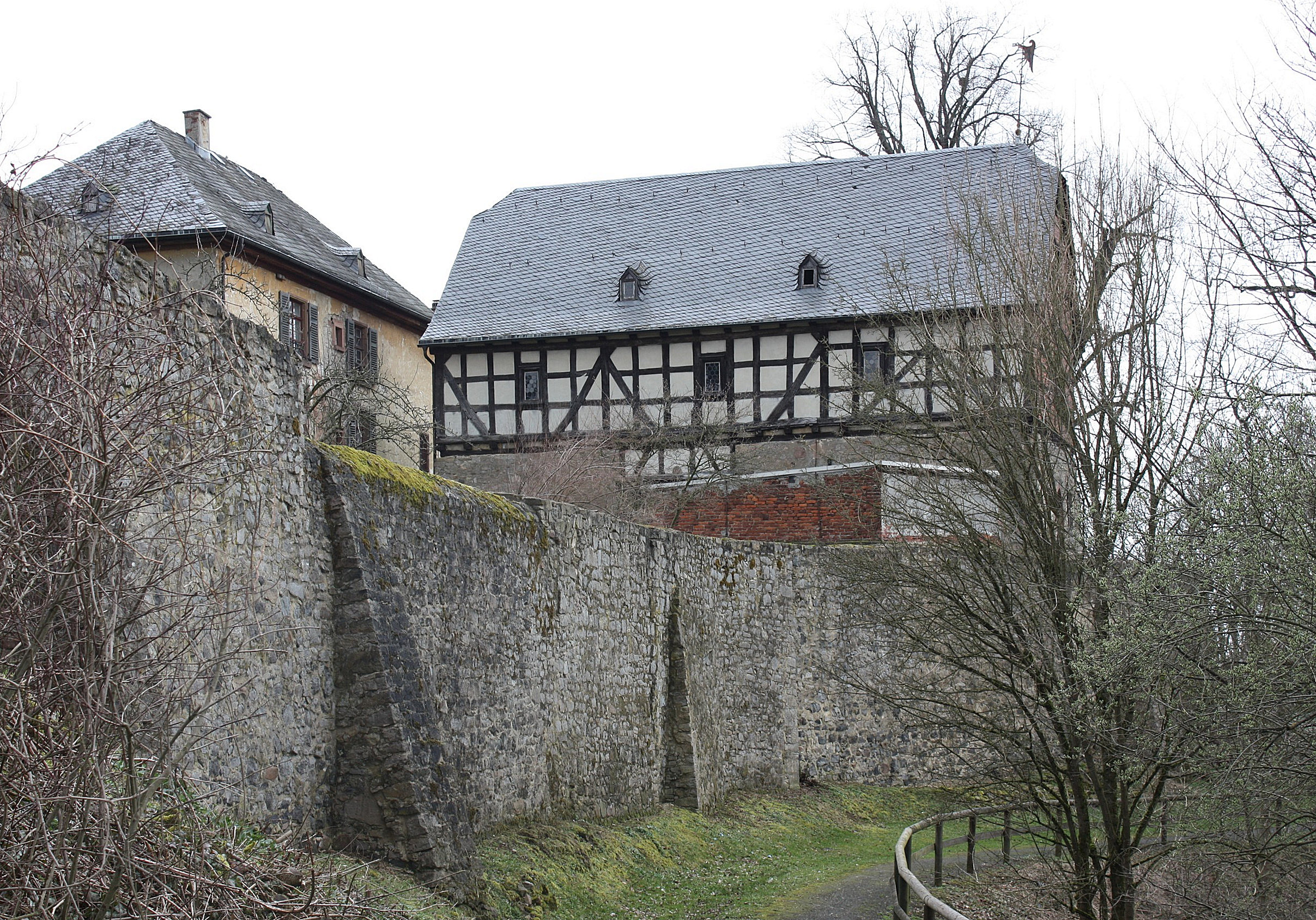
Burgblick von Außen (2010)
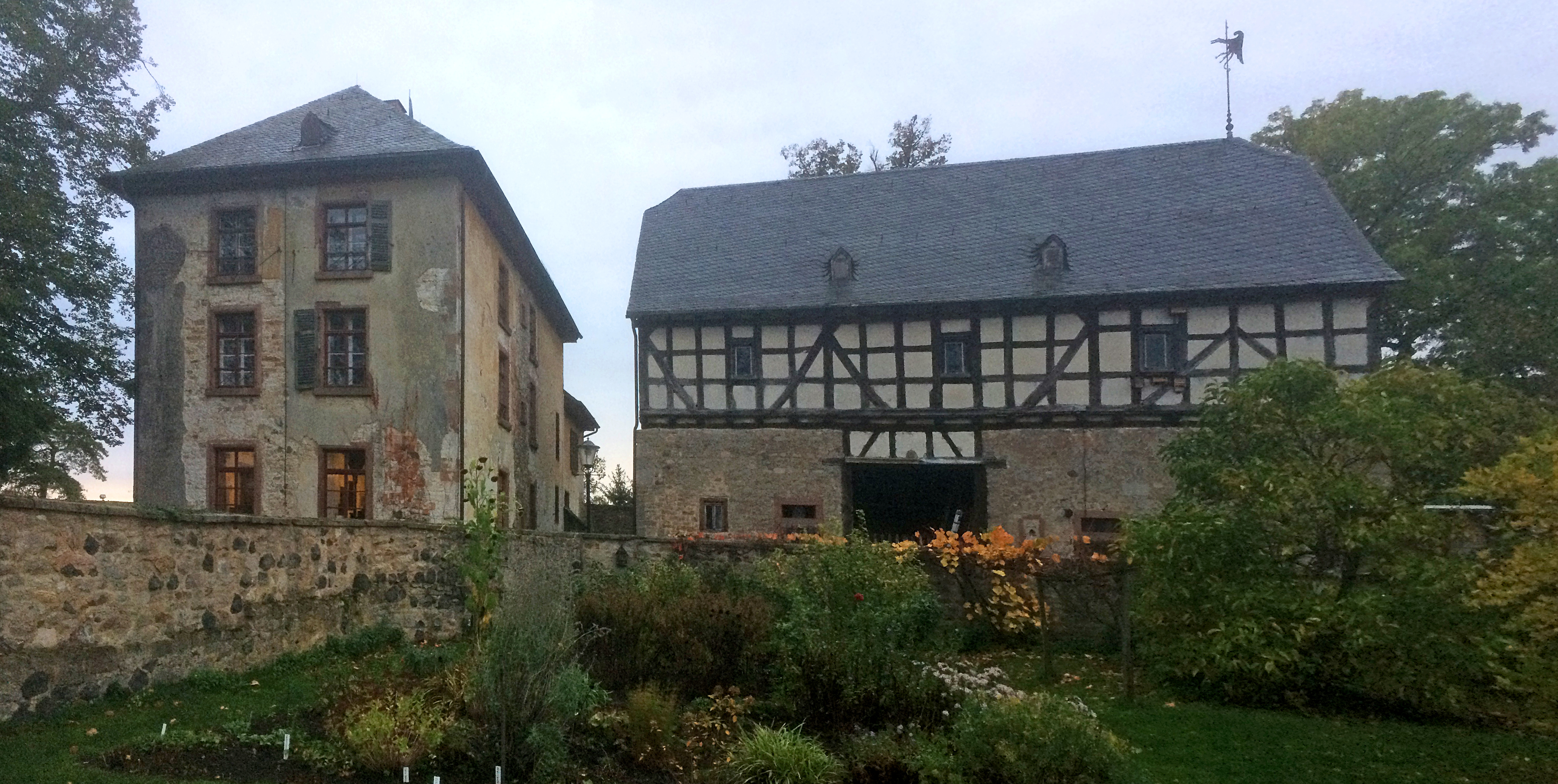
Die noch erhaltenen Gebäude auf der Burg (2019)